# Rilke (cràter)
Rilke és un cràter d'impacte en el planeta Mercuri de 82 km de diàmetre. Porta el nom del poeta alemany Rainer Maria Rilke (1875-1926), i el seu nom va ser aprovat per la Unió Astronòmica Internacional el 1976.